# Marschhämoglobinurie
Als Marschhämoglobinurie (englisch march hemoglobinuria) wird eine durch die Anwesenheit des Blutfarbstoffs Hämoglobin im Urin (Hämoglobinurie) entstehende bräunliche Harn-Verfärbung bezeichnet, der kein Krankheitswert zukommt. Der Befund tritt meistens als Zufallsbefund bei Urinuntersuchungen auf, wenn körperliche Anstrengungen, wie lange, harte Märsche, Marathon, Hand-Trommeln oder sonstige schwere körperliche Arbeit,  der Probenahme vorausgegangen sind. Aus diesem Umstand leitet sich auch der Name des Phänomens ab.

## Geschichte
„Bei Soldaten wurde erstmalig nach langen Fußmärschen eine Dunkelfärbung des Urins beobachtet.“ „Ebenso können anstrengende Märsche zur paroxysmalen Hämoglobinurie und zur Schädigung der Nieren führen.“ Die Marschhämoglobinurie wurde erstmals 1881 von R. Fleischer beschrieben. Im Anschluss an Koelmanns Breslauer Dissertation 1896 entwickelte sich eine umfangreiche Fachliteratur.
Häufiger findet sich heute der ähnliche (bei „Marschübungen und Dauerlauf“ synonyme) Begriff der Sporthämoglobinurie, welche nicht mit der Sporthämaturie zu verwechseln ist.
Otto Dornblüth beschrieb 1922 die „transitorische oder paroxysmatische Hämatoglobinurie nach Transfusion, Körperanstrengung, Verbrennung, Kälteeinwirkung, dies besonders bei Syphilitischen. Der Hämatoglobinurie liegt zugrunde die Hämatoglobinämie, vergleiche Hämolyse und Hämochromatose.“
„Nur aufrechtes Gehen führt zur Hämoglobinurie, und zwar hängt die Erscheinung von der Art des Gehens ab, insofern sie nur beim Gehen in lordotischer Haltung sich zeigt. Andere körperliche Betätigungen (Freiübungen, Holzsägen und so weiter) haben keinen Einfluß. Der Blutzerfall geht in der Niere vor sich. Die Lordose führt eine mechanisch (Abklemmung der linken Vena renalis wie bei der lordotischen Albuminurie Jehles) oder reflektorisch ausgelöste Zirkulationsstörung in der Niere, die zur Hämolyse und leichten Albuminurie (letztere als Ausdruck der Nierenschädigung) führt, herbei.“ Besonders betroffen seien „lordotische Orthostatiker nach längerem Gehen.“
Mehrere andere ähnlich umstrittene Erklärungsversuche für die Marschhämoglobie beschrieb 1934 Leopold Lichtwitz.

## Pathophysiologie
Bei der Marschhämoglobinurie kommt es circa ein bis drei Stunden nach schwerer körperlicher Anstrengung für mehrere Stunden zu einer Ausscheidung roten Blutfarbstoffs (Hämoglobin) durch die Nieren. Als Ursache hierfür wird heute eine Schädigung der roten Blutkörperchen (Hämolyse) in den Blutkapillaren angenommen. Bei langen Fußmärschen ist eine traumatische Zerstörung der Erythrozyten durch den Druck auf die Fußsohlen wahrscheinlich ursächlich, also eine mechanische Schädigung (Torquierung) der roten Blutkörperchen infolge einer Wirbelbildung in den Kapillaren der Fußsohle mit intravaskulärer Hämolyse. Das Ausmaß der Hämolyse wird vom Laufstil und auch von der Bodenbeschaffenheit deutlich mitbestimmt. Vermutet werden als Mitursachen harte Schuhsohlen und eine harte Bodenoberfläche.
Die Ausscheidung des hämoglobinhaltigen und eventuell auch myoglobinhaltigen Urins wenige Stunden nach einer übermäßigen körperlichen Belastung (Marschieren) tritt vor allem bei Männern im zweiten oder dritten Lebensjahrzehnt auf. Zusätzlich kann es zur Albuminurie kommen. Die intravasale Hämolyse wird wahrscheinlich durch eine verminderte mechanische Resistenz der mikrotraumatisierten Erythrozyten verursacht. Zur „mechanischen Hämolyse mit Fragmentozyten kommt es nach einem Herzklappenersatz, bei der Runner's anemia beziehungsweise bei der Marschhämolyse.“
„Unklar ist, aus welchen Gründen es bei einigen Marathonläufern diskontinuierlich in manchen Situationen zur Hämolyse kommt. Die Marschhämoglobinurie ist akut auftretend und selbst limitierend, ausgelöst durch das direktmechanische Trauma auf die Erythrozyten. Ein ähnliches Trauma kann nach langem barfüßigen Tanzen oder [nach] intensivem Trommeln auftreten.“ Außerdem sind Trabreiter sowie Motocross-Fahrer, die ständig Stöße an den Handwurzeln bekommen, dafür bekannt, eine ähnliche Hämoglobinurie zu zeigen.

## Diagnostik
Erforderlich ist eine Urinuntersuchung (Harnschau, Urognostik, Uroskopie). Hinweisend ist eine Dunkelfärbung des Urins. Die Benzidinprobe ist positiv. Es kommt nicht zur Hämaturie. Im Urinsediment findet man „stets die charakteristischen gelben hämoglobingefärbten Eiweißkörper und im Blute eine Hämoglobinämie. Der Bilirubinspiegel steigt schnell an, auch im larvierten Anfall. Im Anfall findet man eine Leukozytose.“

## Symptomatik
Unter Umständen treten Muskelverhärtungen sowie flüchtige Schwellungen von Leber und Milz auf. Eine histologische Nierenschädigung im Sinne einer Nierenkrankheit (Nephropathie) wurde nie nachgewiesen; entsprechende Lendenschmerzen wurden jedoch angegeben.

## Therapie
1939 wurde gelehrt: „Eine Therapie ist kaum nötig. Es genügt möglichste Beseitigung lordotischer Haltung.“ „Eine Behandlung des harmlosen Zustandes ist nicht nötig.“

## Vorbeugung
Als Vorbeugemaßnahme hat sich das Tragen von weichen Schuheinlagen bewährt. Früher wurde behauptet, es lasse „sich die Marschhämoglobinurie vermeiden, wenn beim Laufen die Lordose der Wirbelsäule vermieden wird.“ Denn eine Hyperlordose verstärke die Hämolyse. In der aktuellen Fachliteratur werden die Lordosevermeidung und insbesondere die Kyphosierung zur Vorbeugung einer belastungsinduzierten Hämolyse nicht mehr erwähnt.

## Differenzialdiagnose
Die Marschhämoglobinurie ist abzugrenzen von der Sporthämaturie und von der Marschhämaturie. Hier findet man im Urin mehr Erythrozyten und weniger Hämoglobin als bei der Marschhämoglobinurie. Außerdem ist differenzialdiagnostisch an die Kältehämoglobinurie und an die harmlose Marschalbuminurie zu denken. Außerdem gibt es den Begriff der Sportproteinurie in Zusammenhang mit marschierenden Soldaten.
Andere Ursachen einer Hämolyse, einer Hämoglobinämie und einer Hämoglobinurie sind auszuschließen. Der Begriff der Marschhämoglobinurie ist der Hämoglobinurie nur nach Gehen, Laufen, Wandern oder Marschieren vorbehalten. Die Hämoglobinurie bei anderen Sportarten heißt Sporthämoglobinurie. Bei anderen repetitiven nichtsportlichen Betätigungen gibt es den Oberbegriff Bewegungshämoglobinurie.